# 广州大桥 (广州)
广州大桥，原称广州珠江第三桥，亦被称为珠江三桥，位于中华人民共和国广东省广州市，全长988.4米，行车道宽36米，坐落于市区东部、海珠桥下游，横跨珠江主航道和辅航道，连接二沙岛并贯通广州大道南北，亦是广州第三座跨珠江桥梁。
该桥由两座桥梁构成，双向共10车道，西侧旧桥于1983年4月28日动工，1985年6月建成通车；东侧新桥于拓宽工程中建成，于2014年8月12日动工，2016年10月2日竣工通车，该桥旧桥也在2016年10月2日至2017年5月2日期间进行封闭加固，2017年9月21日重新开通。

## 概况
广州大桥坐落于广州市区东部，连接广州大道南北，处海珠桥下游约5公里位置，跨珠江主航道、辅航道及二沙岛，北侧设匝道与二沙岛相连，该桥为广州第三条跨珠江桥梁，原名广州珠江第三桥，亦被称作“珠江三桥”，该桥的建立减轻缩短珠江南北两岸交通距离，缓解人民桥及海珠桥交通负荷。
桥梁全长988.4米，为三跨主桥结构，原建设的旧桥与后拓宽工程中修建的新桥组成双向10车道，旧桥主桥长为270米，桥面宽24米，行车道宽20米；两侧人行道原宽2米，后拓宽至4米，桥梁主航道通航净高8.7米，设计时速60千米每小时。

## 利用情况
该桥承载的广州大道为广州市南北重要干道，每日有许多车辆通行，交通堵塞严重。广州市政府已建成新光快速路疏导广州大道的交通压力，后进行广州大桥的拓宽工程，于2017年9月21日完工。

## 建设历程
该桥旧桥施工图设计于1983年3月完成。同年1983年4月28日动工建设，采用“南洋号”浮吊分别吊装预制梁，并进行滑移安装，大桥1985年6月10日建成通车，通车典礼于同月29日举行，耗费约3000万元。

## 拓宽工程
2004年，广州大道随两下沉式隧道开通拓宽至单向5车道通行，而广州大桥仍为单向3车道桥梁，造成桥上交通拥堵，故计划在原有桥梁东侧建设一座“孖生桥梁”，记者表示早在2002年便已有拓宽该桥说法，拓宽工程原计划于2007年动工，后工程环评报告简本发布，动工时间未确定。
2013年11月18日，广州市政府常务会议通过《广州大桥拓宽工程方案和系统解决方案》，将新建长0.98公里、宽24米新桥于既有大桥东侧，工程范围长1.73公里，两桥间空隙大约宽2米，亦开展二沙岛立交改造，临江大道立交改造等配套工程改造，处理旧桥病害并维修加固。
该方案虽获通过，但工程并未能在第一时间实施，后由于环评、工程招标、建设电力隧道以及施工前期周边准备工程等因素，导致预计动工时间一拖再拖。周边居民对该工程表示明确反对，认为扬尘、尾气、噪音等影响可能随道路扩宽而更为突出，工程通过伊始计划通过使用降噪沥青进行施工，免费为周边居民安装通风隔音窗，以减少施工对环境影响。后相关方面表示会将居民担忧考虑其中，但并不了解具体将如何实施。后期施工方于施工现场加装隔音网。
2014年8月12日，大桥拓宽工程正式动工。2015年12月31日，新桥主跨合拢。2016年10月2日，该桥新桥竣工通车，即时封闭旧桥进行改造，次年5月2日完成对旧桥的维护，旧桥北向南3车道开放，同时开始对新桥人行道施工，封闭南向北2车道。2017年9月21日，拓宽工程正式完工，广州大桥由双向6车道拓宽至双向10车道，行车道宽度拓宽至36米，预计增加一倍的通行能力。桥面两侧装饰照明“宫廷灯”尚未安装完毕，计划国庆前后完成。

## 注脚
1. ↑  亦有政协委员提议重建广州大桥[15]